# Équipe du Pérou masculine de handball
Maillots
Dernière mise à jour : 17 mai 2020.
L'équipe du Pérou masculine de handball représente le Pérou lors des compétitions internationales de handball.

## Palmarès

### Championnat panaméricain de handball
- 2018 : 10e

### Jeux panaméricains
- 2019 : 8e

### Jeux sud-américains
- 2018 : 6e

### Jeux bolivariens
- 2013 : 4e